# Reutera tragiodes
Reutera tragiodes är en flockblommig växtart som beskrevs av Pierre Edmond Boissier. Reutera tragiodes ingår i släktet Reutera och familjen flockblommiga växter. Inga underarter finns listade i Catalogue of Life.